# Bárczy Kató
Bárczy Kató, névváltozat: Radó Kató, beceneve: Tinti (Abbázia, 1922. január 24. – Budapest, 1989. június 20.) magyar színésznő, Szabó Sándor színész felesége.

## Élete
Szokolay Eta színésznő leánya. 1935-ben kezdte pályáját nevelőapja, Radó László társulatában. 1939-ben férjhez ment és visszavonult egy időre. 1941–42-ben a Royal Revü Varietében, 1943-ban a Márkus Park Színházban, 1945-ben a Pódium Kabaréban és a Royal Revü Varietében játszott. 1946–1948 között a Művész és a Medgyaszay, 1948-ban a Vígszínházban, 1949-ben a Modern Színházban, a Vidám Színpadon és a Royal Revü Varietében játszott. 1949–50-ben a Miskolci Nemzeti Színház tagja volt. 1950-től 1956-ig a Madách Színház tagja volt. 1956–1975 között az USA-ban lakott, New Yorkban egy vendéglőben hostesskedett, később fodrász volt. Az 1970-es években végleg hazaköltözött Magyarországra.

## Magánélete
1938-ban egy kecskeméti gyógyszerésszel kötött házasságot, második férje 1943-tól Walla Géza, a Lana részvénytársaság ügyvezető igazgatója volt. Válása után, 1949. március 8-án Szabó Sándor színész lett a férje.

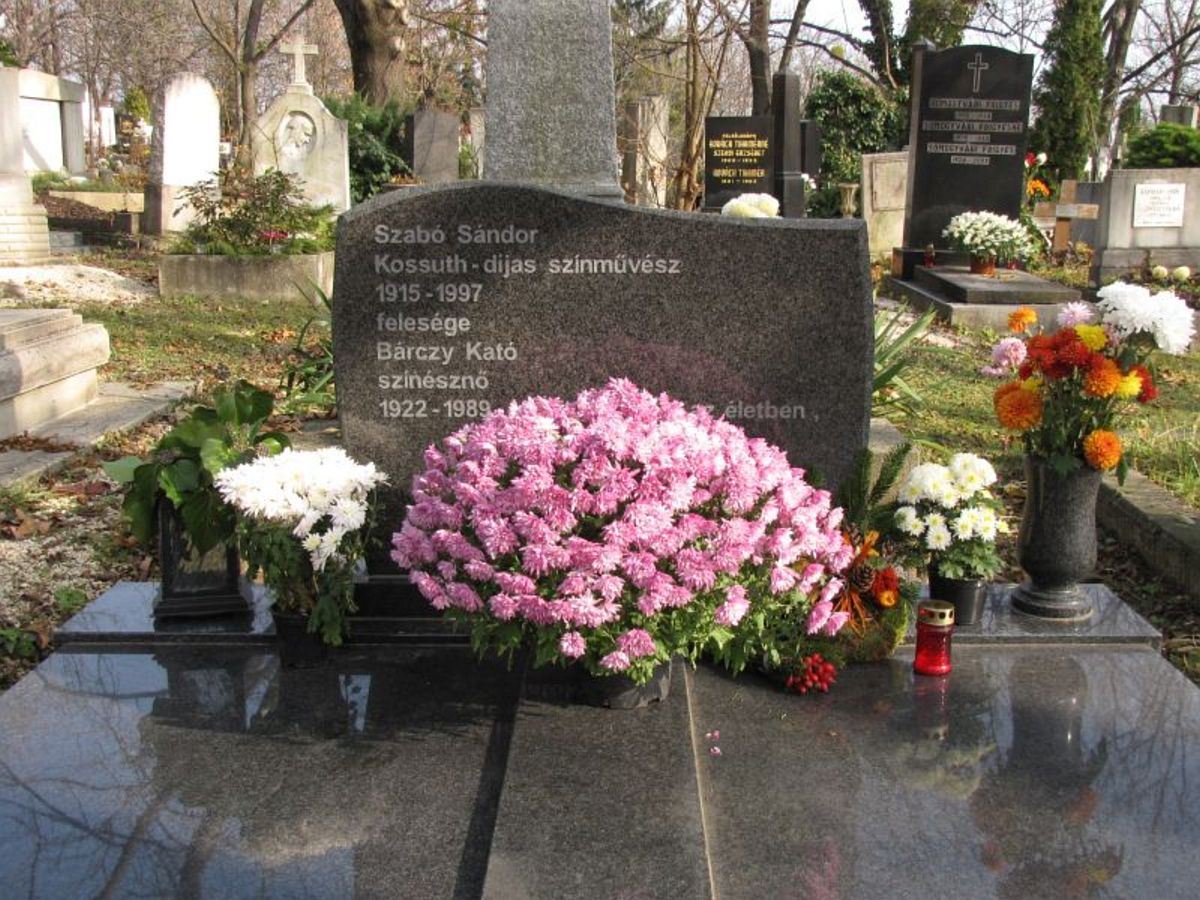
Sírja a Farkasréti temetőben (28-1-195/196)

## Fontosabb színházi szerepei
- Béline (Molière: A képzelt beteg)
- Jacinta (Lope de Vega: A hős falu)
- Adriana (Shakespeare: Tévedések vígjátéka)
- Helén (Bókay J.: Feleség)

## Filmszerepei
- Úrilány szobát keres (1937)
- 300 000 pengő az utcán (1937)
- Sutyi, a szerencsegyerek (1938)
- A papucshős (1938)
- Háry János (1941)
- Az utolsó dal (1942)
- A tanítónő (1945)
- Ami megérthetetlen (1954)
- Szomszédok (1988)